# Công tắc gia tốc ba trục
Công tắc gia tốc ba trục là cảm biến của hệ thống vi cơ điện tử (MEMS) phát hiện xem gia tốc có bất ngờ vượt quá giới hạn xác định trước hay không. Nó là một thiết bị nhỏ gọn, chỉ có kính thước 5 mm x 5 mm và đo gia tốc theo trục x, y và z. Nó được phát triển bởi Phòng thí nghiệm nghiên cứu quân sự cho mục đích nghiên cứu chấn thương sọ não (TBI) và được giới thiệu lần đầu tiên vào năm 2012 tại Hội nghị quốc tế lần thứ 25 về Hệ thống cơ điện tử siêu nhỏ (MEMS).
Công tắc gia tốc ba trục được thiết kế để thu được dữ liệu gia tốc hiệu quả hơn so với gia tốc kế thông thường nhằm đặc trưng chính xác hơn các lực và các cú sốc về TBI. Trong khi gia tốc kế thu nhỏ đòi hỏi rút điện liên tục, công tắc tăng tốc ba trục chỉ rút ra dòng điện khi cảm nhận được có sự thay đổi gia tốc, sử dụng ít năng lượng hơn và cho phép sử dụng pin nhỏ hơn. Công tắc gia tốc ba trục đã cho thấy tuổi thọ pin dự kiến tốt hơn khoảng 100 lần so với gia tốc kế kỹ thuật số. Tuy nhiên, đổi lại, công tắc gia tốc có độ phân giải thấp hơn so với gia tốc kế kỹ thuật số hoặc analog.
Một ứng dụng tiềm năng của công tắc tăng tốc ba trục là nghiên cứu tác động đầu của vận động viên trong các môn thể thao tiếp xúc những nơi có mức nguy hiểm cao. Do kích thước của gia tốc kế thông thường, việc đo gia tốc đòi hỏi thiết bị phải được triển khai bên trong mũ bảo hiểm của vận động viên, được thiết kế để giảm thiểu lực va chạm và do đó có thể không phản ánh chính xác mức độ thương tích thực sự. Ngược lại, bản chất thu nhỏ của công tắc tăng tốc giúp công tắc dễ dàng được gắn trực tiếp lên đầu người tham gia.